# Atlantic University
Atlantic University "AU" (Antes, Atlantic University Collage), ubicada en Guaynabo, Puerto Rico, es una institución privada fundada en 1983 por el coronel Ramón M. Barquín.

## Historia
La AU es una institución sin fines de lucro situada en el municipio de Guaynabo, Puerto Rico. Su localización se encuentra frente a la plaza central del pueblo.
La AU fue la primera institución universitaria establecida en el municipio de Guaynabo. Su sede se encuentra en el distrito histórico de la ciudad.
La institución cambió oficialmente su nombre a Atlantic University en agosto de 2023. 

## Administración
AU es una institución privada de educación superior operada por Atlantic University, Inc., una corporación sin fines de lucro establecida bajo las leyes del Estado Libre Asociado de Puerto Rico y registrada en el Departamento de Estado de los Estados Unidos.

## Acreditación y licencias
Universidad Atlántica autorizada por el Consejo de Educación de Puerto Rico y acreditada por la Comisión Acreditadora de Escuelas y Colegios Profesionales para otorgar grados de bachillerato y maestría. La AUC también está aprobada para estudiantes con beneficios educativos en los diferentes programas del GI Bill .

## Departamentos
- Educación general.
- Administración de Empresas.
- Ciencias de la Cinematografía Digital
- Diseño gráfico digital.
- Ciencias de la animación digital.
- Ciencias del Arte y Diseño de Videojuegos.